# Hydra hymanae
Hydra hymanae is een hydroïdpoliep uit de familie Hydridae. De poliep komt uit het geslacht Hydra. Hydra hymanae werd in 1949 voor het eerst wetenschappelijk beschreven door Charles Elmer Hadley en Helen Forrest. Deze hermafroditische soort werd ontdekt in New Jersey waar ze veel voorkomt in snelstromend water. De typelocatie is Little Falls (New Jersey).